# Wilhelm Albrecht von Montenuovo

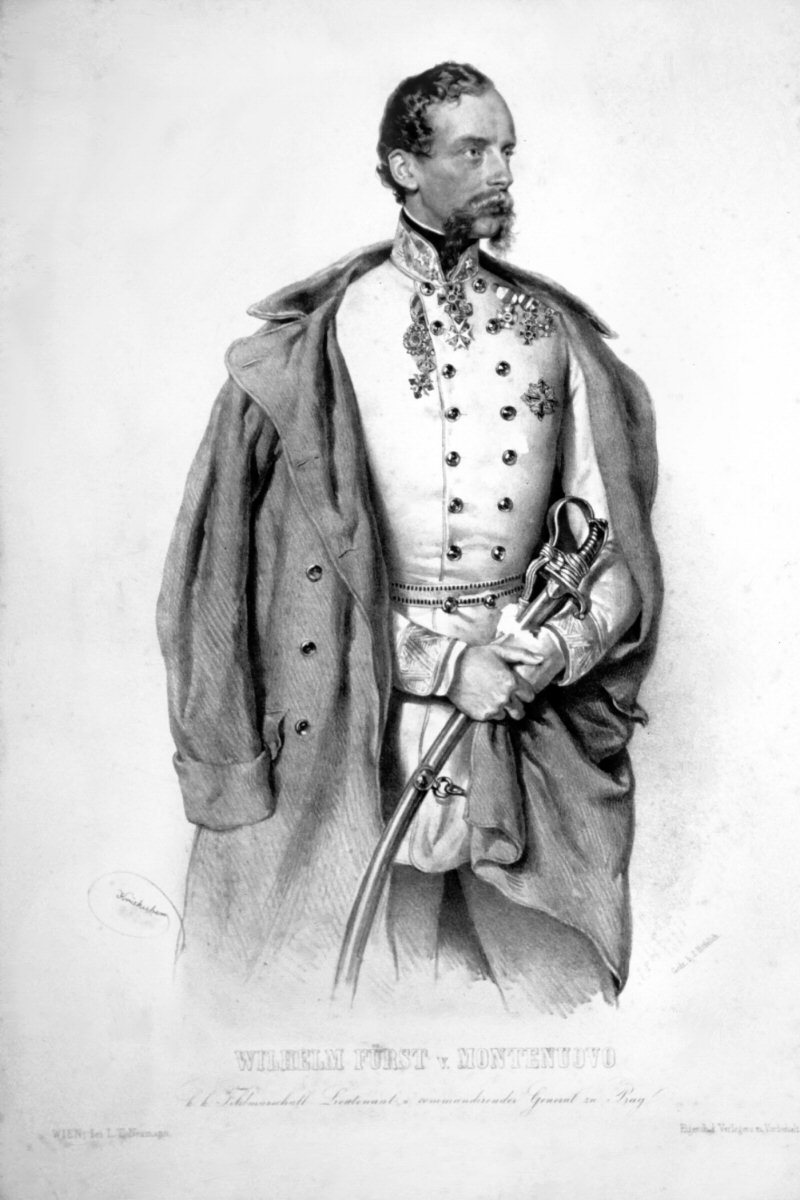
Wilhelm Albrecht Fürst von Montenuovo, Lithographie von Josef Kriehuber

Wilhelm Albrecht Fürst von Montenuovo (* 8. August 1819 in Parma; † 6. April 1895 in Wien) war ein österreichischer Offizier, zuletzt General der Kavallerie aus der Familie Montenuovo.

## Leben

### Herkunft

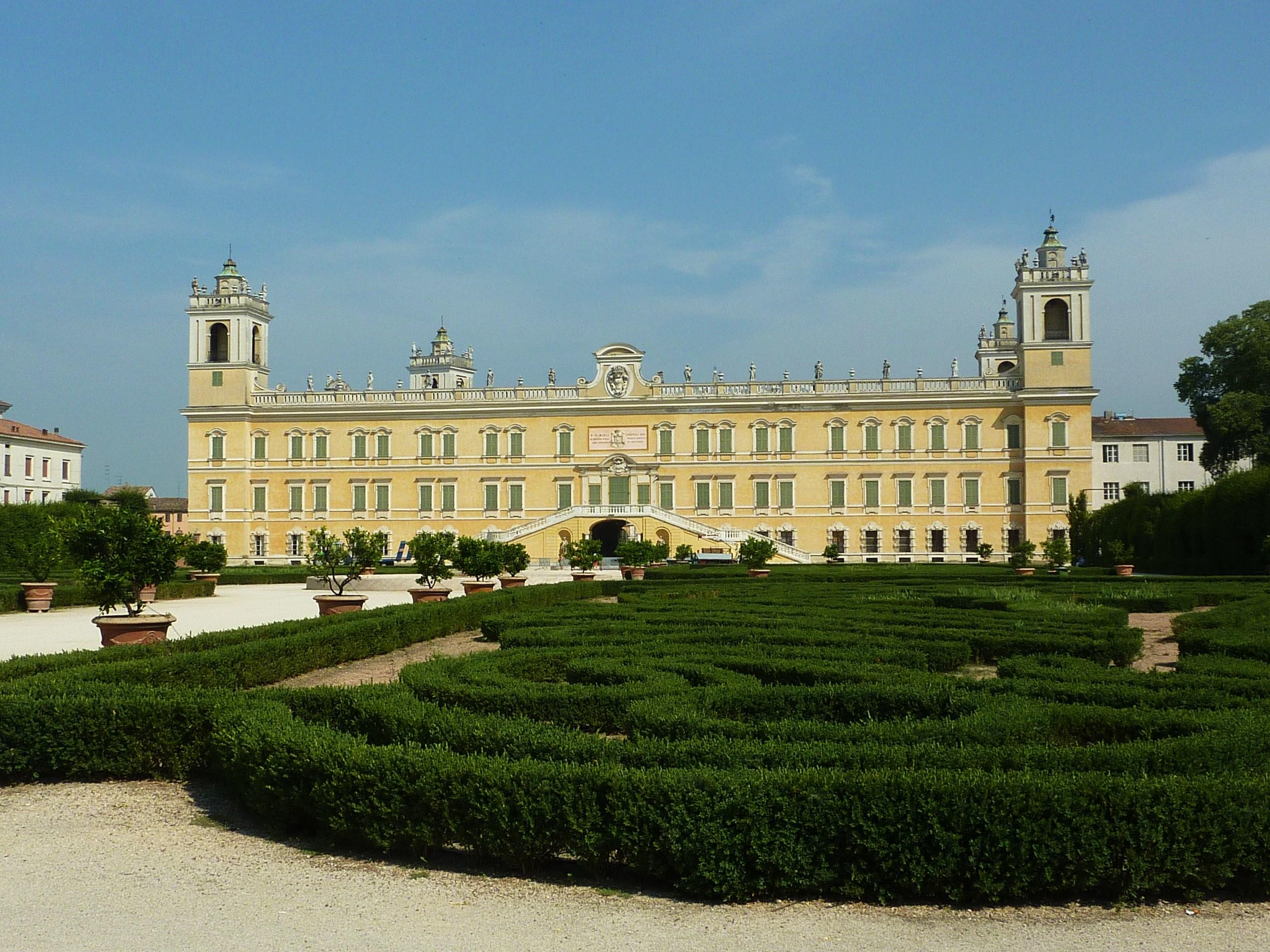
Geburtshaus Palast von Colorno bei Parma

Er entstammte der morganatischen Ehe des Grafen Adam Albert Graf von Neipperg (1775–1829) mit der Erzherzogin Marie-Louise von Österreich (1791–1847), Witwe Napoléon Bonapartes, und erhielt den Titel eines Grafen Montenuovo (Neuberg).
Im Februar 1838 trat er in die kaiserliche Armee ein und wurde Leutnant im 5. Jäger-Bataillon. 1839 diente er als Oberleutnant im Chevauxlegers-Regiment Nr. 5 und kam 1843 als Major zum Dragoner-Regiment Nr. 6. Darauf wurde Graf Montenuovo dem Generalquartiermeister zugeteilt. 1847 wurde er im Infanterie-Regiment Nr. 49 zum Oberstleutnant und 1848 Kürassier-Regiment Nr. 4 zum Oberst befördert.

### Feldzug in Italien 1848
Im April 1848 eilte er über Tirol in das Hauptquartier des Feldmarschalls Radetzky nach Verona, um sich am ausgebrochenen Krieg gegen Savoyen-Piemont zu beteiligen. Graf Montenuovo beteiligte sich bei der Einnahme von Pontebba (23. April), am Gefecht bei Pastrengo (29. April) und an der Schlacht von Santa Lucia (6. Mai). Danach beteiligte er sich an der Erstürmung der feindlichen Stellungen bei Curtatone (29. Mai), an der Schlacht von Goito (30. Mai), an der Einnahme von Vicenza (19. Juni), am Gefecht bei Sommacampagna (23. Juli), kämpfte in der Schlacht bei Custozza (25. Juli) und bei Volta (25. und 27. Juli). Während der Verfolgung des Gegners über Cremona der Division des Generalmajor Franz von und zu Liechtenstein unterstellt, zwang er am 5. August das zum Herzogtum Modena gehörige Fort Brescello zur Übergabe.

### Krieg gegen den ungarischen Aufstand
Nach der Einnahme von Wien durch Fürst Windisch-Grätz wechselte er zur Donauarmee und übernahm am 15. November 1848 das Kommando über das Chevauxlegers-Regiment Nr. 7. Als Reiteroberst standen seine Truppen vor Tyrnau (16. Dezember), kämpften vor Raab (26. Dezember 1848) bei Windschacht und Schemnitz (21. und 22. Jänner 1849). Sein Einsatz in der Schlacht bei Kápolna am 27. Februar brachten ihm das Ritterkreuz des Leopold-Ordens. Er erhielt darauf das Kommando über eine Kavallerie-Brigade, mit welcher er für die Armee des Fürsten Windisch-Grätz aufklärte. Vor Maklár hemmte er die Ungarn zunächst im Siegeslaufe und zwang diese dann zum Rückzug, auf welchem er die bereits verlorenen Geschütze der Brigade Deym wieder sichern konnte. Am 2. und 5. April zeichnete er sich bei Hort und vor Hatvan und am folgenden Tage in der Schlacht bei Isaszeg aus. Seine Reiterei kämpfte bei allen Gefechte auf dem Rakosfeld und zeichnete sich insbesondere am 26. April beim Gefechte von Puszta Hárkály und im Ácser Gehölz aus.

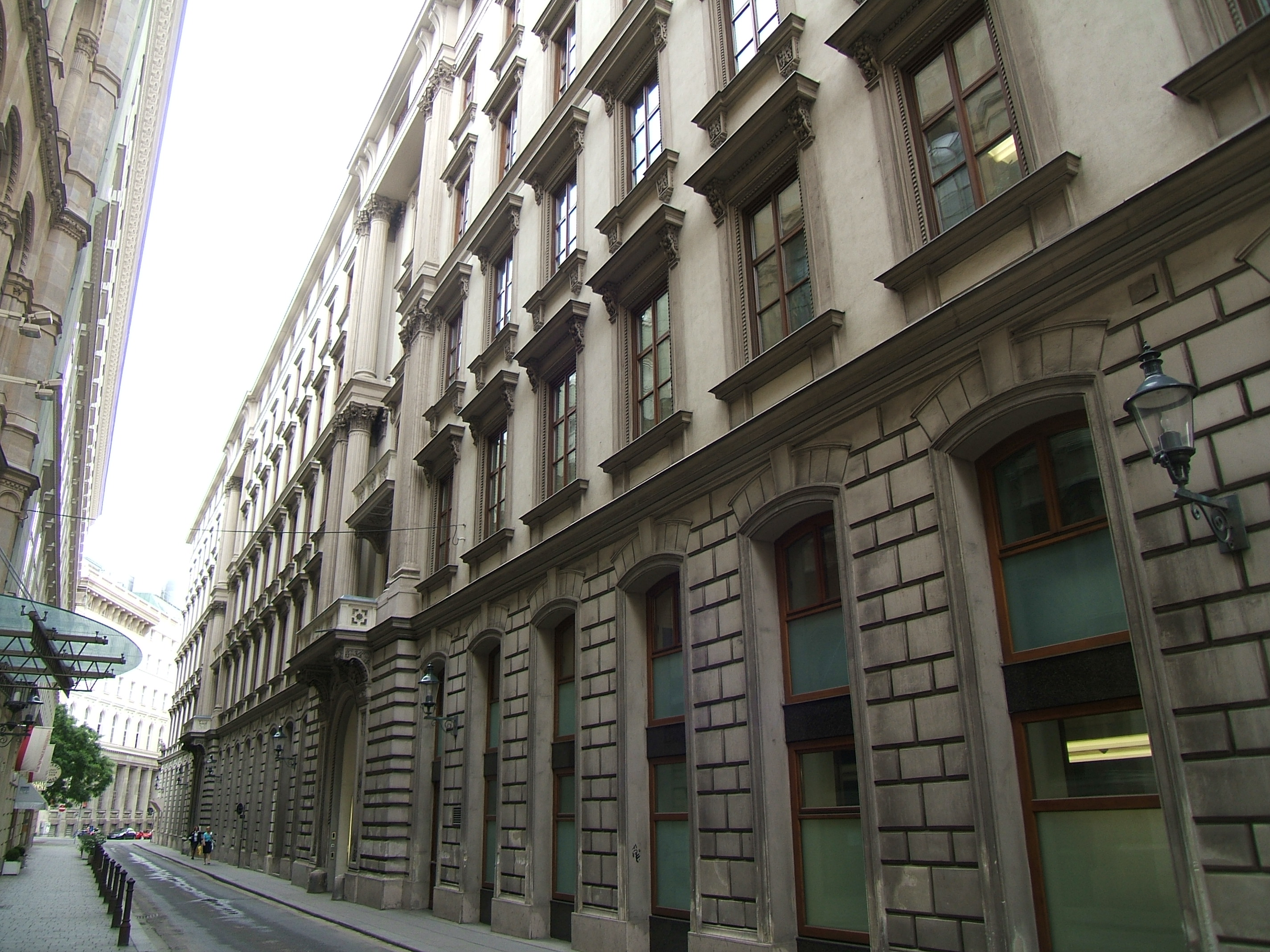
Ehemaliges Palais des Wilhelm Albrecht von Montenuovo, Wien, Strauchgasse

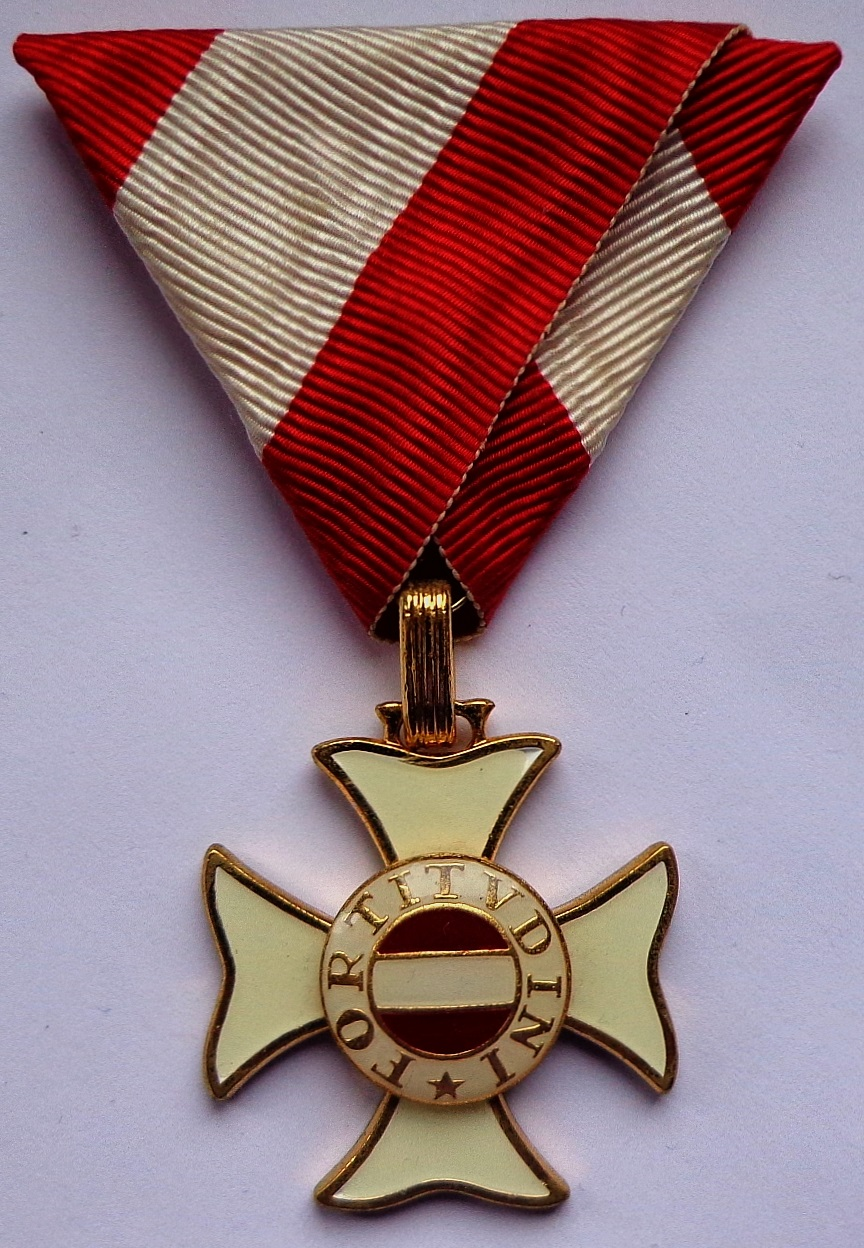
Ritterkreuz des Militär-Maria-Theresien-Ordens

Im weiteren Verlaufe des Krieges kämpfte er dann als Regiments- und Brigadeführer in den Schlachten bei Ács und Komorn, am 9. August bei Vinga und am 10. August bei Dreispitz (am 10. August). Graf Montenuovo wurde zum Generalmajor befördert und mit dem Militär-Verdienstkreuz ausgezeichnet. Am 24. August 1849 übernahm er bei Gyula im Rahmen der Waffenstreckung von Világos Teile der Insurgenten-Armee von den Russen und eskortierte sie nach Arad. Für seine Waffentat in der Ersten Schlacht von Komorn wurde ihm mit Beschluss vom 26. März 1850 das Ritterkreuz des Maria-Theresien-Ordens zuerkannt und im September 1854 wurde er zum Feldmarschallleutnant befördert.

### Feldzug 1859 und Kommandierender General
Im Feldzug 1859 während des Sardinischen Krieges in Italien kommandierte er zeitweilig vier Brigaden (an der Adda-Linie), dann beteiligte er sich als Divisionär am Sommerfeldzug in der Lombardei.
Am 4. Juni kämpfte er in der Schlacht bei Magenta, am 15. Juni beim Gefecht von Castenedolo und schließlich am 24. Juni in der Schlacht bei Solferino.
Für seine Leistung in diesem Feldzug wurde er mit den Orden der Eisernen Krone 2. Klasse ausgezeichnet.
Aus Italien zurückgekehrt wurde seine Division dem II. Korps in Wien zugeteilt.
Am 29. Dezember 1860 zum Geheimrat ernannt übernahm er als Nachfolger des Fürsten Friedrich Liechtenstein die Position des Kommandierenden Generals in Siebenbürgen. Im November 1866 übernahm er die gleiche Stellung in Kronland Böhmen. Durch kaiserlichen Erlass vom 20. Juli 1864 wurde Graf Montenuovo in den erblichen Fürstenstand erhoben, seit 1858 war er auch Inhaber des 5. Husaren-Regimentes. 1867 wurde er noch zum General der Kavallerie befördert und trat 1878 in den Ruhestand.

## Familie
Mit 28 Jahren vermählte er sich am 18. Mai 1850 in Wien mit der 23-jährigen Juliana Johanna Marie Stephanie geborene Gräfin Batthyány-Strattmann (* 10. Juni 1827; † 19. November 1871). Sie war Sternkreuz-Ordens- und Palastdame der Kaiserin von Österreich und starb bereits im Alter von 44 Jahren. Ihre Eltern waren János Baptist Batthyány-Strattmann (Graf Batthyány-Strattmann) (1784–1865) und Marie Esterházy de Galántha (Gräfin Esterházy de Galántha) (1791–1830). Über seine Ehefrau Juliana Gräfin Batthyány-Strattmann kamen u. a. auch das Schloss Margarethen am Moos sowie das Schloss Peuerbach in den Besitz der Familie von Montenuovo. Aus dieser Ehe stammten drei Kinder: ein Sohn und zwei Töchter:
1. Albertine (* 30. Juni 1853; † 1895 Schloss Chroberz (Polen) ) heiratete 1873 in Schwaigern, Württemberg den zwanzig Jahre älteren Grafen Zygmunt Wielopolski (1833–1902)
2. Alfred von Montenuovo (* 16. September 1854 in Wien; † 6. September 1927, ebenda), später der 2. Fürst von Montenuovo und Erbe von Schloss Margarethen am Moos
3. Marie (* 10. September 1859 in Wien; † 2. März 1911 ebenda) heiratete am 23. Mai 1878 Graf Anton Apponyi de Nagyappony (* 29. Dezember 1852 in Wien; † 4. Februar 1920 in Bad Ischl)

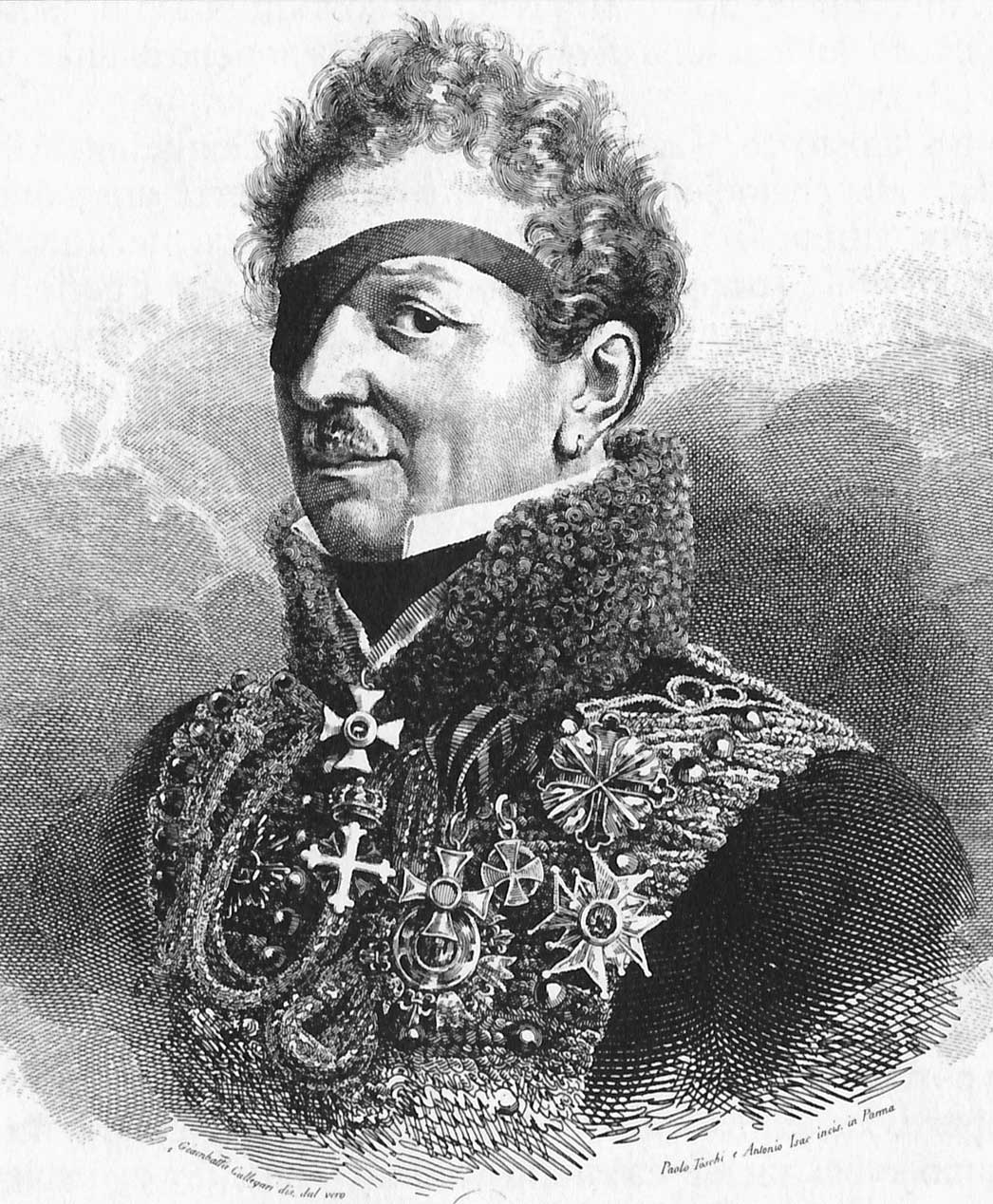
Vater Adam Albert Graf Neipperg (1775–1829)
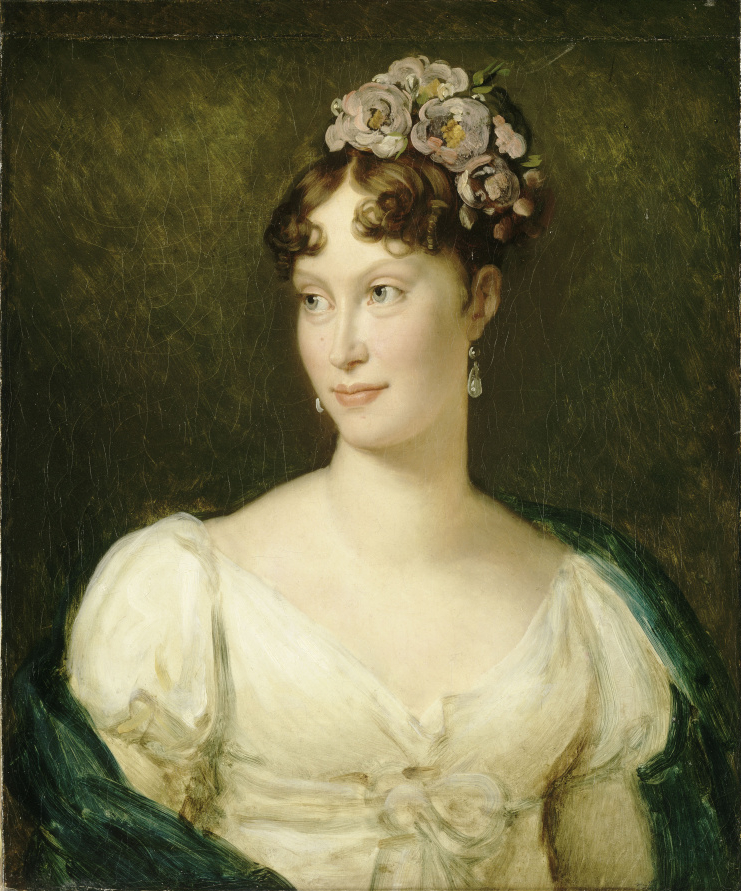
Mutter Marie-Louise von Österreich (1791–1847)
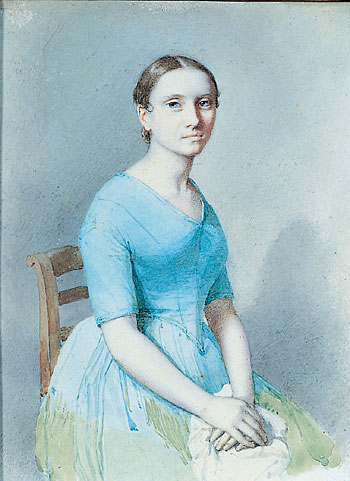
Ältere Schwester Albertine-Marie von Montenuevo (1817–1847)
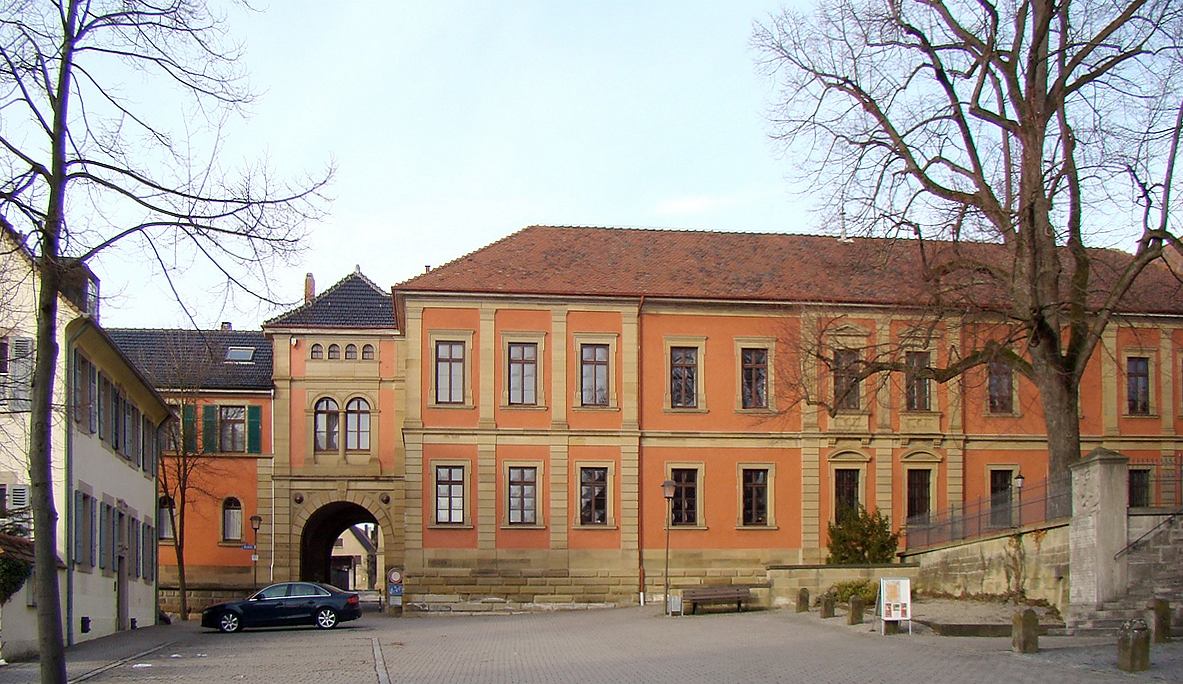
Schloss Schwaigern Stammsitz der Grafen Neipperg
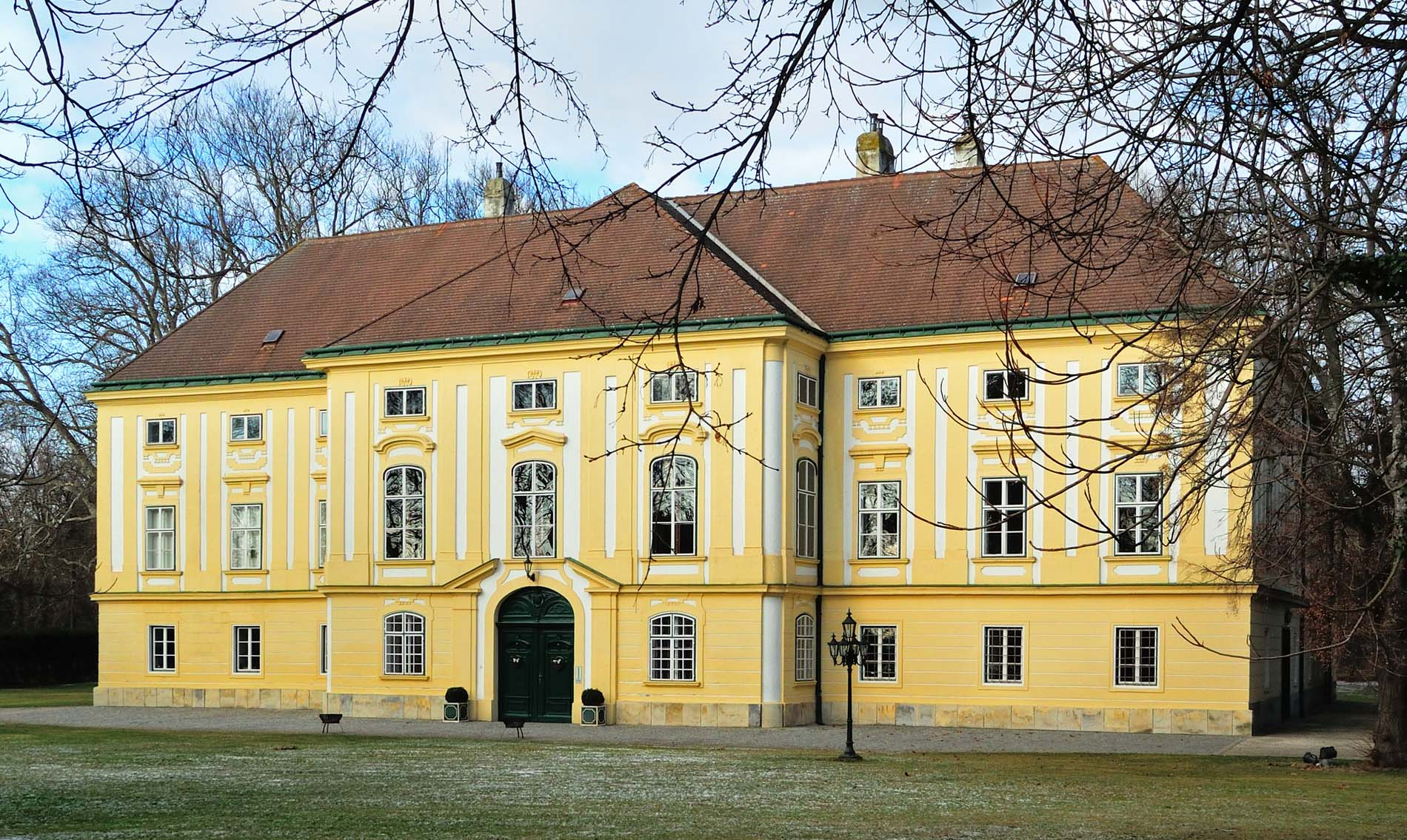
Schloss Margarethen am Moos
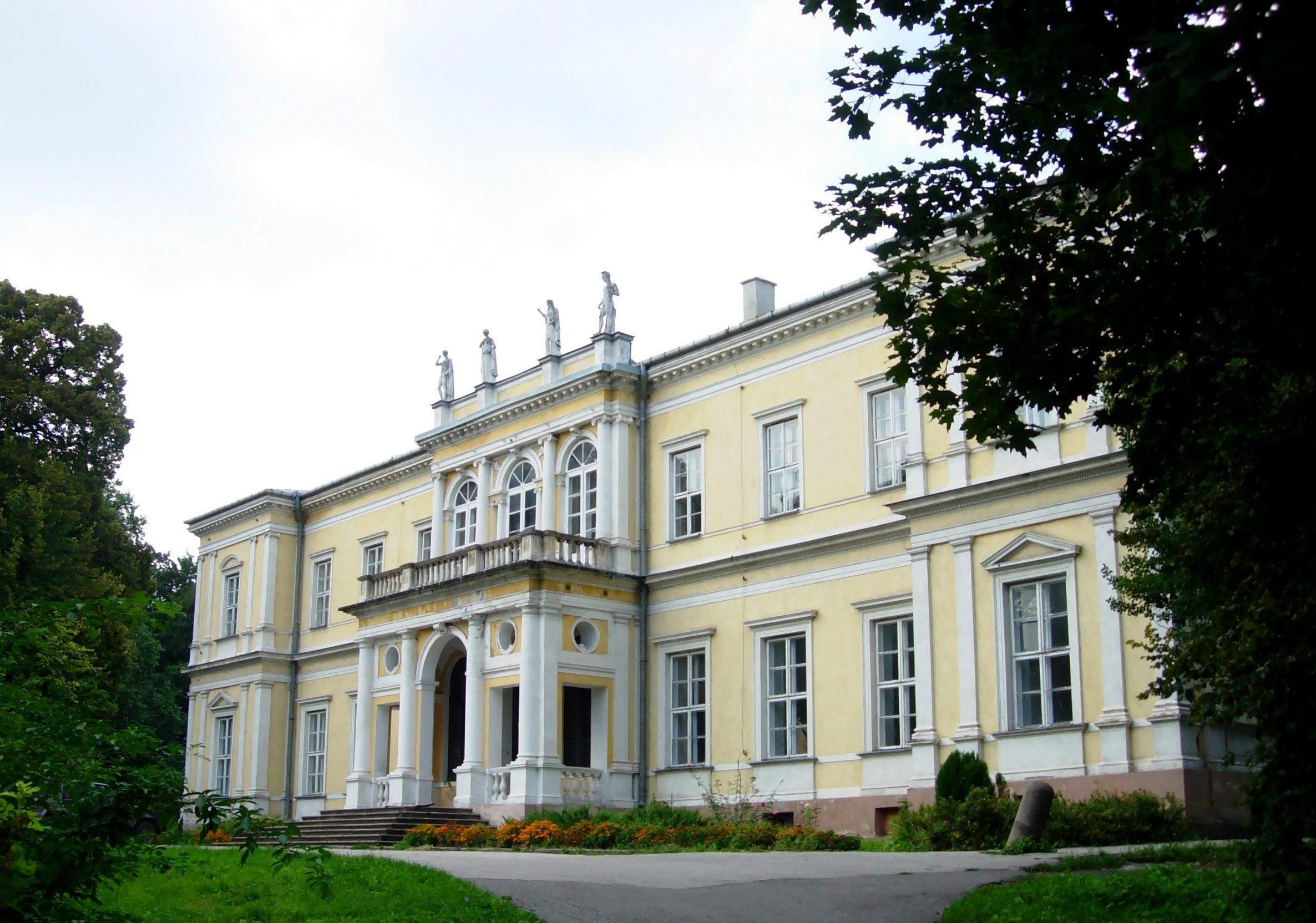
Schloss Chroberz (Polen), Wohnsitz seiner Tochter Albertine (1853–1895)